# سانت إيميه
سانت إيميه هي بلدية تقع في كانتون برن، سويسرا، يبلغ عدد سكانها 5،127 نسمة.